# Хоф-ван-Твенте
Хоф-ван-Твенте (нидерл. Hof van Twente) — община в провинции Оверэйссел (Нидерланды).

## Состав
Община состоит из следующих населённых пунктов (в скобках указано население на 2019 год):
- Амбт-Делден (1740)
- Бентело (1720)
- Делден (7410)
- Дипенхейм (2625)
- Гор (12 125)
- Хенгевелде (2075)
- Маркело (7285)

## География
Территория общины занимает 215,41 км². На 1 августа 2020 года в общине проживало 35 129 человек.